# Olympische Sommerspiele 2008/Schwimmen – 4 × 100 m Lagen (Männer)
Der Staffelwettbewerb über 4-mal 100 Meter Lagen der Männer bei den Olympischen Spielen 2008 in Peking wurde am 15. und 17. August 2008 im Nationalen Schwimmzentrum Peking ausgetragen. 75 Athleten aus 16 Ländern nahmen daran teil.
Es fanden zwei Vorläufe statt. Die acht schnellsten Staffeln aller Vorläufe qualifizierten sich für das Finale.

## Rekorde
Vor Beginn der Olympischen Spiele waren folgende Rekorde gültig.
| Weltrekord         | Vereinigte Staaten (Aaron Peirsol, Brendan Hansen, Ian Crocker, Jason Lezak) | 3:30,68 min | Athen, Griechenland | 21. August 2004 |
| Olympischer Rekord | Vereinigte Staaten (Aaron Peirsol, Brendan Hansen, Ian Crocker, Jason Lezak) | 3:30,68 min | Athen, Griechenland | 21. August 2004 |

Während der Olympischen Spiele wurden folgende Rekorde gebrochen:
| Weltrekord         | Vereinigte Staaten (Aaron Peirsol, Brendan Hansen, Michael Phelps, Jason Lezak) | 3:29,34 min | Peking, Volksrepublik China | 17. August 2008 |
| Olympischer Rekord | Vereinigte Staaten (Aaron Peirsol, Brendan Hansen, Michael Phelps, Jason Lezak) | 3:29,34 min | Peking, Volksrepublik China | 17. August 2008 |

## Titelträger
| Olympiasieger | Vereinigte Staaten (Aaron Peirsol, Brendan Hansen, Ian Crocker, Jason Lezak)          | 3:30,68 min | Athen 2004     |
| Weltmeister   | Australien (Matt Welsh, Brenton Rickard, Andrew Lauterstein, Eamon Sullivan)          | 3:34,93 min | Melbourne 2007 |
| Europameister | Russland (Arkadi Wjattschanin, Grigori Falko, Jewgeni Korotyschkin, Andrei Gretschin) | 3:34,25 min | Eindhoven 2008 |

## Vorlauf

### Vorlauf 1
| Platz | Nation         | Athleten                                                                        | Zeit        | Anmerkung |
| ----- | -------------- | ------------------------------------------------------------------------------- | ----------- | --------- |
| 1     | Australien     | Ashley Delaney Christian Sprenger Adam Pine Matt Targett                        | 3:32,76 min | OC        |
| 2     | Japan          | Junichi Miyashita Kōsuke Kitajima Takurō Fujii Hisayoshi Satō                   | 3:32,81 min | AS        |
| 3     | Großbritannien | Liam Tancock Christopher Cook Michael Rock Simon Burnett                        | 3:33,83 min |           |
| 4     | Schweden       | Simon Sjödin Jonas Andersson Lars Frölander Jonas Persson                       | 3:35,83 min | NR        |
| 5     | Rumänien       | Răzvan Florea Valentin Preda Ioan Gherghel Norbert Trandafir                    | 3:38,00 min |           |
| 6     | Brasilien      | Guilherme Guido Felipe França Silva Kaio de Almeida Nicolas Oliveira            | 3:38,66 min |           |
| 7     | Ukraine        | Oleksandr Issakow Walerij Dymo Serhij Breus Jurij Jehoschyn                     | 3:38,76 min |           |
| 8     | Belarus        | Pawel Sankowitsch Wiktar Wabischtschewitsch Jauhen Lasuka Stanislau Newjarouski | 3:39,39 min |           |

### Vorlauf 2
| Platz | Nation             | Athleten                                                            | Zeit        | Anmerkung |
| ----- | ------------------ | ------------------------------------------------------------------- | ----------- | --------- |
| 1     | Vereinigte Staaten | Matt Grevers Mark Gangloff Ian Crocker Garrett Weber-Gale           | 3:32,75 min |           |
| 2     | Russland           | Arkadi Wjattschanin Roman Sludnow Nikolai Skworzow Andrei Gretschin | 3:33,59 min | ER        |
| 3     | Neuseeland         | Daniel Bell Glenn Snyders Corney Swanepoel Cameron Gibson           | 3:34,09 min |           |
| 4     | Südafrika          | Gerhard Zandberg Cameron van der Burgh Lyndon Ferns Darian Townsend | 3:34,16 min | AF        |
| 5     | Italien            | Mirco Di Tora Alessandro Terrin Mattia Nalesso Filippo Magnini      | 3:34,32 min |           |
| 6     | Frankreich         | Benjamin Stasiulis Hugues Duboscq Christophe Lebon Fabien Gilot     | 3:34,78 min |           |
| 7     | Kanada             | Jake Tapp Mike Brown Joe Bartoch Brent Hayden                       | 3:35,56 min |           |
| 8     | Kroatien           | Gordan Kožulj Vanja Rogulj Mario Todorović Duje Draganja            | 3:37,69 min |           |

## Finale
17. August 2008, 04:03 MEZ
| Platz | Nation             | Athleten                                                               | Zeit        | Anmerkung |
| ----- | ------------------ | ---------------------------------------------------------------------- | ----------- | --------- |
| 1     | Vereinigte Staaten | Aaron Peirsol Brendan Hansen Michael Phelps Jason Lezak                | 3:29,34 min | WR        |
| 2     | Australien         | Hayden Stoeckel Brenton Rickard Andrew Lauterstein Eamon Sullivan      | 3:30,04 min | OC        |
| 3     | Japan              | Junichi Miyashita Kōsuke Kitajima Takurō Fujii Hisayoshi Satō          | 3:31,18 min | AS        |
| 4     | Russland           | Arkadi Wjattschanin Roman Sludnow Jewgeni Korotyschkin Jewgeni Lagunow | 3:31,92 min | ER        |
| 5     | Neuseeland         | Daniel Bell Glenn Snyders Corney Swanepoel Cameron Gibson              | 3:33,39 min | NR        |
| 6     | Großbritannien     | Liam Tancock Christopher Cook Michael Rock Simon Burnett               | 3:33,69 min | NR        |
| 7     | Südafrika          | Gerhard Zandberg Cameron van der Burgh Lyndon Ferns Darian Townsend    | 3:33,70 min | AF        |
| 8     | Italien            | Mirco Di Tora Loris Facci Mattia Nalesso Filippo Magnini               | DSQ         |           |